# Big 12 Regular Season (Herrentennis)
Die Big 12 Conference veranstaltet im Bereich des College Tennis jährlich eine Herrenliga (Regular Season). Im Anschluss daran finden die Big 12 Tennis Championships statt.

## Modus
Alle Universitäten der Big 12 Conference, die über eine Herrenmannschaft verfügen, nehmen an der Liga teil. Jedes Duell zweier Mannschaften wird pro Saison ein Mal ausgetragen. Die Punktzahl einer Mannschaft am Ende der Saison ist gleichbedeutend mit ihrer Siegesquote, das heißt bei einer Siegesquote von 100 % beträgt die Punktzahl 1,000.

## Geschichte
Die Big 12 Conference entstand 1994 durch den Zusammenschluss der Big Eight Conference mit vier Universitäten der Southwest Conference. Die erste Austragung der Tennisliga folgte drei Jahre später. Von den 12 Universitäten der Conference nahmen zehn an ihr teil. Die Iowa State University, die ihre Herrenmannschaft im Jahr 1994 abgemeldet hatte, und die Kansas State University verzichteten auf eine Teilnahme.
Die University of Texas at Austin konnte die ersten drei Ausgaben in den Jahren 1997, 1998 und 1999 gewinnen und verlor in dieser Periode nur ein Spiel in der Regular Season. Im Jahr darauf gewann erstmals die Baylor University, die ab 2002 achtmal in Folge siegte. Mit 13 Titeln (Stand: 2016) ist sie zudem Rekordmeister. In dieser Statistik folgt Texas mit sieben Siegen auf dem zweiten Rang.
Nach der Saison 2012 verließ die Texas A&M University die Liga in Richtung Southeastern Conference und wurde durch die Texas Christian University ersetzt.

## Bisherige Austragungen
Seit der Erstaustragung der Liga im Jahr 1997 haben vier verschiedene Mannschaften den Titel gewinnen können. Bislang viermal trat der Fall ein, dass dieser aufgrund von Punktgleichheit an mehrere Teams gleichzeitig ging. Zuletzt war dies im Jahr 2015 der Fall.
| Jahr | Meister                              | Mannschaften |
| ---- | ------------------------------------ | ------------ |
| 1997 | Texas                                | 10           |
| 1998 | Texas (2. Titel)                     | 10           |
| 1999 | Texas (3)                            | 9            |
| 2000 | Baylor                               | 9            |
| 2001 | Texas A&M                            | 9            |
| 2002 | Baylor (2)                           | 8            |
| 2003 | Baylor (3)                           | 8            |
| 2004 | Baylor (4)                           | 8            |
| 2005 | Baylor (5)                           | 8            |
| 2006 | Baylor (6), Texas (4)                | 8            |
| 2007 | Baylor (7)                           | 7            |
| 2008 | Baylor (8), Texas (5)                | 7            |
| 2009 | Baylor (9)                           | 7            |
| 2010 | Texas (6)                            | 7            |
| 2011 | Baylor (10)                          | 7            |
| 2012 | Oklahoma                             | 6            |
| 2013 | Baylor (11)                          | 6            |
| 2014 | Baylor (12), Texas (7), Oklahoma (2) | 6            |
| 2015 | Baylor (13), Oklahoma (3)            | 6            |
| 2016 | TCU, Texas Tech                      | 6            |
| 2017 | TCU (2)                              | 6            |
| 2018 | TCU (3)                              | 6            |
| 2019 | Texas (8)                            | 6            |

## Ewige Tabelle
Stand: Saisonende 2019
| Platz | Universität    | S   | N  | Punkte | Spiele | Teilnahmen | Teilnahmen | Teilnahmen |
| Platz | Universität    | S   | N  | Punkte | Spiele | Erste      | Letzte     | Gesamt     |
| ----- | -------------- | --- | -- | ------ | ------ | ---------- | ---------- | ---------- |
| 01.   | Baylor         | 115 | 32 | 0,782  | 147    | 1997       | 2019       | 23         |
| 02.   | Texas          | 106 | 41 | 0,726  | 147    | 1997       | 2019       | 23         |
| 03.   | Texas A&M      | 74  | 38 | 0,661  | 112    | 1997       | 2012       | 16         |
| 04.   | TCU            | 23  | 12 | 0,657  | 35     | 2013       | 2019       | 07         |
| 05.   | Kansas         | 25  | 17 | 0,595  | 042    | 1997       | 2001       | 05         |
| 06.   | Oklahoma State | 64  | 83 | 0,435  | 147    | 1997       | 2019       | 23         |
| 07.   | Texas Tech     | 59  | 88 | 0,401  | 147    | 1998       | 2019       | 23         |
| 08.   | Oklahoma       | 54  | 93 | 0,367  | 147    | 1997       | 2019       | 23         |
| 09.   | Colorado       | 27  | 50 | 0,351  | 077    | 1997       | 2007       | 10         |
| 10.   | Nebraska       | 16  | 91 | 0,150  | 107    | 1997       | 2011       | 13         |
| 11.   | Missouri       | 0   | 18 | 0,000  | 18     | 1997       | 1998       | 02         |

## Bekannte Spieler (Auswahl)

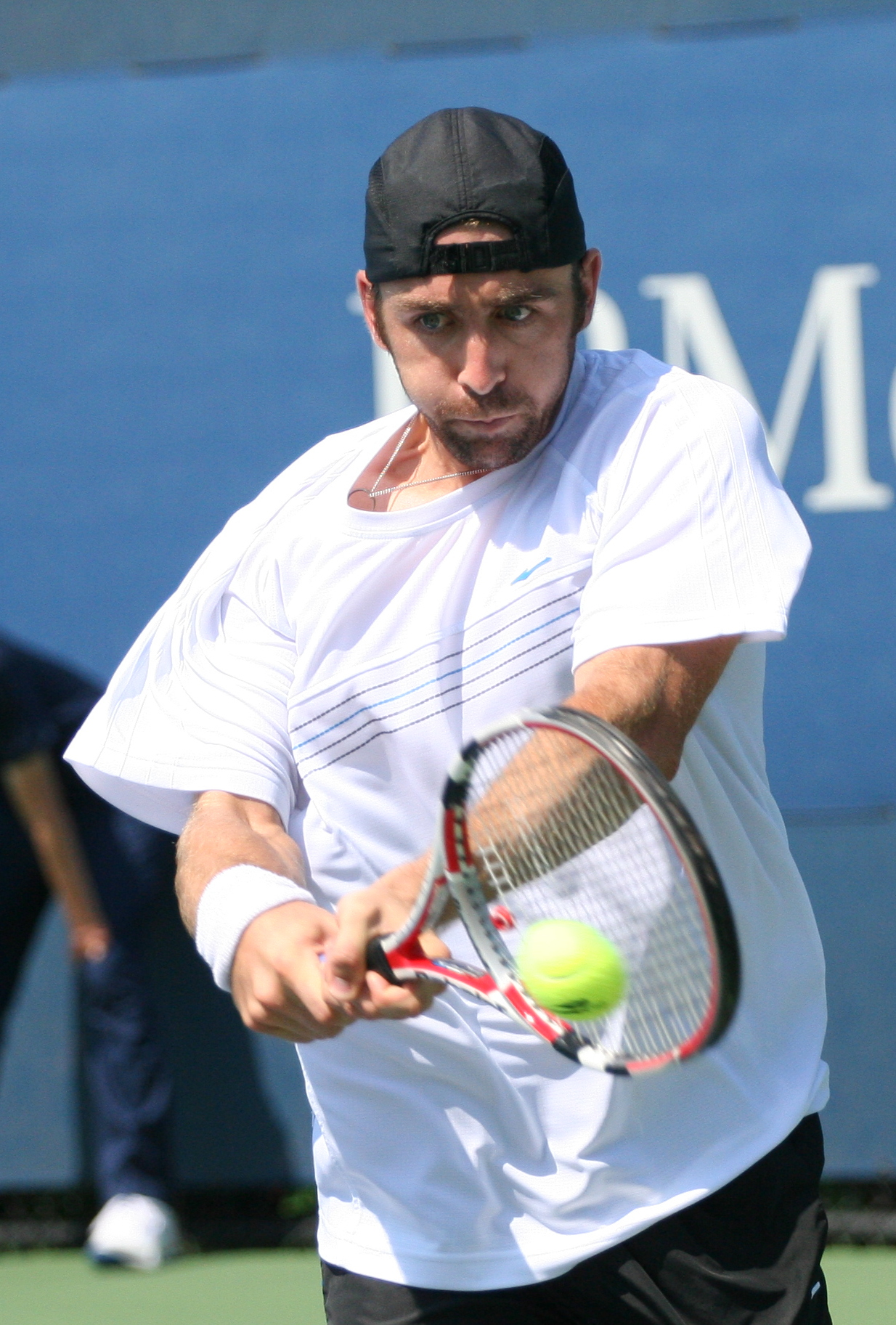
Benjamin Becker

Bekannte Spieler, die in ihrer Collegekarriere in der Big 12 Conference gespielt haben, sind unter anderem:
| - Guillermo Alcorta (Oklahoma) - Benjamin Becker (Baylor) - Edward Corrie (Texas) - Jeff Dadamo (Texas A&M) - Benedikt Dorsch (Baylor) - Austin Krajicek (Texas A&M) - Pavel Kudrnáč (Oklahoma State) - Dimitar Kutrowski (Texas) | - Roberto Maytín (Baylor) - Oleksandr Nedowjessow (Oklahoma State) - Ryan Newport (Texas A&M) - Cameron Norrie (TCU) - Costin Pavăl (Oklahoma) - John Peers (Baylor) - Lars Pörschke (Baylor) - Miguel Reyes Varela (Texas) |